# جاده ابریشم (فیلم ۲۰۲۱)
جاده ابریشم (به انگلیسی: Silk Road) یک فیلم سینمایی آمریکایی دلهره‌آور و جنایی محصول سال ۲۰۲۱ به نویسندگی و کارگردانی تیلر راسل با بازی جیسون کلارک، نیک رابینسون، الکساندرا شیپ، کیتی اسلتون، جیمی سیمپسون و پاول والتر هوزر است.
این فیلم در ۱۹ فوریه ۲۰۲۱، توسط کمپانی لاینزگیت فیلمز منتشر شد.

## خلاصه داستان
فیلم دربارهٔ جزئیات دستگیری بنیانگذار جاده ابریشم، راس اولبریکت توسط ریک بودن، مأمور اف‌بی‌آی، ملقب به «نارک ژوراسیک».
فیلمبرداری اصلی در ژوئن ۲۰۱۹ در آلبوکرک آغاز شد.
نهادهای دولتی مصمم می‌شوند که سیلک رود را متوقف کنند. ریک بودن، مأمور اداره مبارزه با مواد مخدر (DEA)، مسئول این پرونده می‌شود و شروع به تحقیق درباره راس اولبریکت می‌کند. بودن به‌عنوان یک مأمور قانون متعهد به تصویر کشیده می‌شود که به‌شدت مصمم است سیلک رود و گرداننده مرموز آن را نابود کند.
راس اولبریکت به مدیریت سیلک رود ادامه می‌دهد و از این بازار غیرقانونی ثروت قابل‌توجهی به دست می‌آورد. او در این مسیر اتحادهایی تشکیل می‌دهد و با تهدیداتی از سوی مجریان قانون و جنایتکاران رقیب در دارک وب روبه‌رو می‌شود.
در نهایت، راس اولبریکت دستگیر می‌شود و با پیامدهای قانونی اقداماتش روبه‌رو می‌شود. این اتفاق تأثیر عمیق سیلک رود بر دنیای جنایات آنلاین را برجسته می‌کند و به بحث‌های مداوم درباره مرزهای آزادی فردی و مداخله دولت در عصر دیجیتال می‌پردازد.
اوج فیلم زمانی است که اولبریکت سرانجام توسط نیروهای مجری قانون دستگیر می‌شود و هویت واقعی او آشکار می‌گردد. او بازداشت می‌شود و محاکمه طولانی‌مدتی به اتهاماتی مانند قاچاق مواد مخدر، پول‌شویی و جرایم دیگر مرتبط با سیلک رود روبه‌رو می‌شود. در طول محاکمه، تیم دفاعی اولبریکت استدلال می‌کند که او قربانی توطئه شده و دِرِد پایرت رابرتز واقعی نیست.

## انتشار
قرار بود اولین نمایش جهانی خود را در جشنواره فیلم ترایبکا در ۱۶ آوریل ۲۰۲۰ برگزار کند. با این حال، جشنواره به دلیل ویروس کرونا به تعویق افتاد. در دسامبر سال ۲۰۲۰، لاینزگیت فیلمز حق پخش این فیلم را در ایالات متحده به دست آورد و آن را برای اکران در ۱۹ فوریه ۲۰۲۱ تنظیم کرد.